# Hearts and Arrows
Hearts and Arrows hay Hearts & Arrows (Trái tim và Mũi tên) là một hiệu ứng ánh sáng khi dùng kính chuyên dụng để quan sát những viên kim cương được cắt mài một cách hoàn hảo (super ideal). Những viên kim cương tròn (round brilliant cut), được cắt gọt các cạnh chính xác, cân đối các góc độ và có bề mặt cắt (facet) láng bóng sẽ đạt độ tối ưu về chiết quang và phản quang. Khi quan sát dưới kính quan sát phản chiếu sẽ thấy 8 mũi tên hướng ra cân đối trên mặt đỉnh, và tương tự, 8 trái tim chụm vào tâm sẽ hiện ra khi quan sát mặt sau viên kim cương.

## Lịch sử
Vào khoảng thập niên 1980, một nhà chế tác nữ trang người Nhật lần đầu tiên cắt một viên kim cương tròn đạt đến độ các giác phản chiếu của viên đá phủ giáp mí nhau tạo thành hiệu ứng kính vạn hoa khi nhìn qua ống quan sát phản chiếu. Từ đó, dưới tên gọi dạng cắt "Trái tim & Mũi tên" (gọi tắt H&A – Hearts & Arrows), kỹ thuật cắt mài này du nhập vào Hoa Kỳ vào giữa thập niên 1990 để rồi nhanh chóng lan truyền và phát triển đến các nhà chế tác khắp nơi trên thế giới sau đó.

## Đặc điểm
Khi nhìn qua ống quan sát phản chiếu (một dụng cụ quang học để xem kim cương cắt mài dạng Hearts & Arrows) người ta sẽ thấy 8 mũi tên như tỏa tia ra ở mặt bàn của phần trên (crown) viên đá. Nếu xoay ngược viên đá, từ chóp đáy (culet) 8 trái tim quy tụ về tâm.
Những viên kim cương loại tốt được cắt tròn với 58 mặt dạng Hearts & Arrows có giá trị rất cao vì tính đồng nhất và chất lượng tối ưu với cách cắt mài cực kỳ tinh tế. Vì vậy, kiểu cắt này đôi khi còn được mệnh danh là kiểu cắt siêu lý tưởng (super ideals).
Tuy vậy, hiện nay các phòng giám định của Hoa Kỳ vẫn chưa có chuẩn phân cấp về độ cân đối quang học của những viên Hearts & Arrows. Kim cương cắt dạng Hearts & Arrows có tính cân đối, nhưng không phải viên kim cương nào cũng đạt được những thông số cắt lý tưởng vì lượng ánh sáng dội trở lại trong viên đá thường cũng không đạt được mức tối đa.

## Sự quý hiếm
Theo thống kê của Viện Ngọc học Quốc tế (International Gemological Institute-IGI), chưa tới 3 trong 1 triệu viên kim cương đã được cắt mài hoàn chỉnh thực sự là Hearts & Arrows.